# Baryscapus bouceki
Baryscapus bouceki is een vliesvleugelig insect uit de familie Eulophidae. De wetenschappelijke naam is voor het eerst geldig gepubliceerd in 2005 door Askew & Shaw.